# Конанка
Конанка — река в Удмуртии, левый приток Вожойки (бассейн Ижа).
Длина реки — 11 км. Исток в лесу на крайнем западе Воткинского района. Значительная часть течения проходит по лесам Завьяловского района. Направление течения — юго-западное. Впадает в пруд на Вожойке у деревни Русский Вожой.

## Данные водного реестра
По данным государственного водного реестра России относится к Камскому бассейновому округу, водохозяйственный участок реки — Иж от истока и до устья, речной подбассейн реки — бассейны притоков Камы до впадения Белой. Речной бассейн реки — Кама.
Код водного объекта в государственном водном реестре — 10010101212111100027088.